# Monumento al Cid Campeador (Buenos Aires)
El monumento al Cid Campeador, dedicado a Rodrigo Díaz de Vivar, hidalgo y guerrero castellano del siglo XI, más conocido como el Cid Campeador, se encuentra en el barrio de Caballito de la Ciudad de Buenos Aires. 
En la imagen se observa a su caballo Babieca, que levanta una de sus patas delanteras. El Cid aparece levantando su brazo derecho, en el cual sostiene una lanza, mientras que en la cintura está su espada Tizona. La altura es de casi 12 metros hasta el extremo de la lanza, sobre un pedestal que no es el que existió originalmente, aunque todavía se desconoce cuál fue el motivo del cambio. El basamento sufrió cambios a lo largo de los años. Se pueden encontrar viejas fotografías con otro pedestal. Sin embargo, la majestuosidad que le otorga la altura lo distingue de sus otros emplazamientos como el de Nueva York o el de Sevilla.
Es uno de los puntos más característicos de esa zona de la ciudad. Se encuentra en la intersección de las avenidas Gaona, San Martín, Ángel Gallardo, Dr. Honorio Pueyrredón y Díaz Vélez. Se trata de un nudo de comunicaciones internas de la ciudad, en una zona de gran importancia comercial.
La escultura de bronce sobre basamento de mármol, es obra de Anna Hyatt Huntington, artista estadounidense (1876 - 1973). La obra original (1927) fue frente a la sede de la Hispanic Society, de Nueva York, posteriormente, (1928) fueron erigidas copias en Sevilla, España, y en San Diego y San Francisco, una última copia fue enviada a Buenos Aires, está enteramente construida en mármol y bronce, convirtiéndose junto a “Juana de Arco” de Nueva York, (de la misma escultora) en las más grandes esculturas hechas por una mujer en la historia del arte.
Fue inaugurada el 13 de octubre de 1935.
La obra de la estadounidense se inauguró en la primavera porteña de 1935 sobre un pedestal de enorme dimensiones lo que le dio una particular apariencia monumental en la intersección de las Avenidas San Martín, Angel Gallardo, Diaz Velez, Honorio Pueyrredón y Gaona, en las cercanías del centro Geográfico de la Ciudad. Fue una donación de la Spanish Society of America, que en su edificio de Nueva York presenta la misma obra en un marco de diferente altura. Esa Sociedad, —que fuera fundada y presidida por el marido de la escultora— posee hoy una enorme Biblioteca con incunables en castellano y primeras ediciones de los libros más importantes de la literatura española. El trabajo llegó por barco a la capital porteña, se la depositó en galpones del Municipio hasta que se designó el lugar en que debía emplazarse, tarea que demandó casi un año. Por fin, en octubre de 1935 se realizó el acto oficial de inauguración con la presencia de las más altas autoridades. Se cuenta que las piedras sobre las cuales se colocó el cemento de la base llegaron desde Burgos, específicamente de Vivar del Cid, la tierra natal de Don Rodrigo Díaz de Vivar.
Entre los años 2006 y 2014 se le hicieron cambios importantes en las luminarias por pedido del Grupo Cid Campeadorianos del Mundo y gestión del Gobierno de la Ciudad. En marzo de 2015 se iniciaron obras en su entorno para dotarlo de una fuente de aguas, y un pequeño jardín adyacente. En el marco de los festejos por los ochenta años, el 11 de octubrre de ese mismo año, en ese jardín se depositó tierra proveniente de las ocho provincias del Camino del Cid, traídas a Argentina por gestión de la Embajada de España en Buenos Aires y el Instituto Nacional Newberiano. El acto fue organizado por la Asociación Cid Campeadorianos del Mundo y la Junta de Estudios Históricos de Caballito. Reformas posteriores taparon esa tierra con cemento, destruyendo así patrimonio público.
Anna Hyatt Huntington nació en 1876 y falleció en 1973. Su prolífica obra la ubica entre los artistas norteamericanos más importantes del siglo XX. Sus monumentales obras adornan también las ciudades de Nueva York, San Francisco, Washington y Barcelona, entre otras.